# Patrick Wright, Baron Wright of Richmond
Patrick Richard Henry Wright, Baron Wright of Richmond GCMG (* 28. Juni 1931; † 6. März 2020) war ein britischer Diplomat, Politiker und Life Peer.

## Karriere
Wright war von 1977 bis 1979 war er Botschafter in Luxemburg, von 1979 bis 1981 in Syrien und 1984 bis 1986 in Saudi-Arabien. Von 1986 bis 1991 war er beamteter Staatssekretär im Foreign and Commonwealth Office.
Wright wurde 1978 als Companion in den Order of St Michael and St George aufgenommen. 1984 wurde er als Knight Commander desselben Ordens geadelt und 1989 zum Knight Grand Cross (GCMG) desselben Ordens erhoben. 1990 wurde er als Knight in den Order of Saint John aufgenommen.
Am 10. Februar 1994 wurde er als Baron Wright of Richmond, of Richmond upon Thames in the London Borough of Richmond upon Thames, zum Life Peer erhoben und wurde dadurch Mitglied des House of Lords.

## Familie
Er war ab 1958 mit Virginia Anne Gaffney verheiratet, mit der er zwei Söhne und eine Tochter (Olivia) hatte. Olivias Ehemann, Botschafter Simon McDonald, war bis 2010 außenpolitischer Berater von Gordon Brown.